# Mare Moscoviense
Mare Moscoviense (łac. Morze Moskwy) – morze księżycowe położone po niewidocznej stronie Księżyca, w centralnej części dużego basenu uderzeniowego. Średnica morza równa jest 277 km, jest to jedno z niewielu mórz znajdujących się na odwróconej od Ziemi stronie Księżyca. Morze Moskwy zostało rozpoznane na zdjęciach sondy Łuna 3, która w 1959 r. jako pierwsza sfotografowała tę część Srebrnego Globu.